# Primera División de Zambia 2018
La Primera División de Zambia 2018 (conocida como MTN/FAZ Super Division por razones de patrocinio) fue la 57.ª edición de la Primera División de Zambia, la liga más importante de Zambia. La temporada comenzó el 17 de marzo y culminó el 28 de octubre.

## Ascensos y descensos
| Pos. | Descendidos de la Primera División 2017 |
| ---- | --------------------------------------- |
| 17.º | Mufulira Wanderers FC                   |
| 18.º | Konkola Blades FC                       |
| 19.º | Real Nakonde FC                         |
| 20.º | City of Lusaka FC                       |

| Pos.  | Ascendidos de la Segunda División 2017 |
| ----- | -------------------------------------- |
| 1.ºZA | National Assembly FC                   |
| 1.ºZB | Kitwe United FC                        |
| 1.ºZC | Kabwe Youth SA                         |
| 1.ºZD | New Monze Swallows                     |

## Equipos participantes
| Equipo               | Ciudad   | Estadio                             | Capacidad |
| -------------------- | -------- | ----------------------------------- | --------- |
| Buildcon FC          | Ndola    | Levy Mwanawasa Stadium              | 49.800    |
| Forest Rangers FC    | Ndola    | Levy Mwanawasa Stadium              | 49.800    |
| Green Buffaloes FC   | Lusaka   | Independence Stadium                | 30.000    |
| Green Eagles FC      | Lusaka   | Independemce Stadium                | 30.000    |
| Kabwe Warriors FC    | Kabwe    | Godfrey Chitalu Stadium             | 10.000    |
| Kabwe Youth SA       | Kabwe    | Godfrey Chitalu Stadium             | 10.000    |
| Kitwe United FC      | Kitwe    | Arthur Davies Stadium               | 15.500    |
| Lumwana Radiants FC  | Solwezi  | Lumwana Football Pitch              | 3.000     |
| Lusaka Dynamos FC    | Lusaka   | Sunset Stadium                      | 5.100     |
| Nakambla Leopards FC | Mazabuka | Nakambala Stadium                   | 5.000     |
| NAPSA Stars FC       | Lusaka   | Nkoloma Stadium                     | 5.000     |
| National Assembly FC | Lusaka   | Vodafone Stadium                    | 15.000    |
| Nchanga Rangers FC   | Chingola | Nchanga Stadium                     | 20.000    |
| New Monze Swallows   | Monze    | Lwengu International Sports Complex | 1.000     |
| Nkana FC             | Kitwe    | Nkana Stadium                       | 10.000    |
| Nkwazi FC            | Lusaka   | Edwin Imboela Stadium               | 6.000     |
| Power Dynamos FC     | Kitwe    | Arthur Davies Stadium               | 15.500    |
| Red Arrows FC        | Lusaka   | Nkoloma Stadium                     | 5.000     |
| Zanaco FC            | Lusaka   | Sunset Stadium                      | 5.100     |
| ZESCO United FC      | Ndola    | Levy Mwanawasa Stadium              | 49.800    |

## Formato
Los 20 equipos participantes jugarán entre sí todos contra todos totalizando 38 partidos cada uno; al término de las 38 jornadas el campeón y el subcampeón se clasificarán a la Liga de Campeones de la CAF 2018-19; el tercer lugar y el cuarto lugar se clasifican a la Copa Confederación de la CAF 2018-19, en cambio los cuatro últimos de la tabla descenderán a la Segunda División de Zambia 2019.

## Tabla de posiciones
- Actualización.[1]

| Pos. | Equipo                   | PJ | PG | PE | PP | GF | GC | DG  | Pts. |
| ---- | ------------------------ | -- | -- | -- | -- | -- | -- | --- | ---- |
| 1.   | ZESCO United FC          | 38 | 24 | 8  | 6  | 53 | 22 | +31 | 80   |
| 2.   | Nkana FC                 | 38 | 22 | 10 | 6  | 66 | 27 | +39 | 76   |
| 3.   | Green Buffaloes FC       | 38 | 21 | 11 | 6  | 39 | 19 | +20 | 74   |
| 4.   | Green Eagles FC          | 38 | 20 | 11 | 7  | 52 | 29 | +23 | 71   |
| 5.   | Zanaco FC                | 38 | 21 | 4  | 13 | 53 | 40 | +13 | 67   |
| 6.   | Power Dynamos FC         | 38 | 17 | 11 | 10 | 48 | 33 | +15 | 62   |
| 7.   | Kabwe Warriors FC        | 38 | 15 | 13 | 10 | 31 | 27 | +4  | 58   |
| 8.   | Buildcon FC              | 38 | 16 | 8  | 14 | 44 | 37 | +7  | 56   |
| 9.   | Red Arrows FC            | 38 | 13 | 14 | 11 | 34 | 31 | +3  | 53   |
| 10.  | Nkwazi FC                | 38 | 12 | 15 | 11 | 31 | 29 | +2  | 51   |
| 11.  | Lusaka Dynamos FC        | 38 | 15 | 6  | 17 | 47 | 48 | -1  | 51   |
| 12.  | Forest Rangers FC        | 38 | 14 | 9  | 15 | 38 | 39 | -1  | 51   |
| 13.  | Kitwe United FC (A)      | 38 | 11 | 13 | 14 | 36 | 37 | -1  | 46   |
| 14.  | NAPSA Stars FC           | 38 | 10 | 15 | 13 | 29 | 30 | -1  | 45   |
| 15.  | Nakambala Leopards FC    | 38 | 12 | 7  | 19 | 18 | 32 | -14 | 43   |
| 16.  | Lumwana Radiants FC      | 38 | 9  | 14 | 15 | 24 | 40 | -16 | 41   |
| 17.  | National Assembly FC (A) | 38 | 9  | 12 | 17 | 38 | 55 | -17 | 39   |
| 18.  | Kabwe Youth SA (A)       | 38 | 5  | 12 | 21 | 28 | 59 | -31 | 27   |
| 19.  | Nchanga Rangers FC       | 38 | 6  | 8  | 24 | 16 | 47 | -31 | 26   |
| 20.  | New Monze Swallows (A)   | 38 | 3  | 9  | 26 | 16 | 60 | -44 | 18   |

 PJ = Partidos jugados; PG = Partidos ganados; PE = Partidos empatados; PP = Partidos perdidos;
GF = Goles en favor; GC = Goles en contra; DG = Diferencia de goles; Pts. = Puntos

(A) : Ascendidos de la temporada anterior.
|  | Campeón y Clasificado a la Liga de Campeones de la CAF 2018-19 |
|  | Clasificado a la Liga de Campeones de la CAF 2018-19           |
|  | Clasificado a la Copa Confederación de la CAF 2018-19          |
|  | Descenso a Segunda División 2019                               |